# Faro de Cabo Polonio
El Faro de Cabo Polonio está ubicado sobre la costa del Océano Atlántico, en Cabo Polonio, Rocha, Uruguay. Construido a 15 metros sobre el nivel del océano, cerca de masas rocosas fue iluminado en mayo de 1881, tiene destellos lumínicos blancos cada 12 segundos, con un alcance de 17,8 millas náuticas. Su torre de piedra de estructura cilíndrica tiene una altura de 26 metros, cuenta con 3 aros blancos, cúpula a franjas radiales blancas y rojas y edificación blanca al pie.
En 1914, el gobierno instaló allí una planta de explotación lobera, y a partir de ahí comenzó a surgir una pequeña aldea de trabajadores vinculados a la faena de lobos y a la pesca. Hasta 1907, la misma empresa que tenía a su cargo el faro, era la que explotaba comercialmente la caza de lobos marinos. En 1942 fue prohibida la caza y explotación lobera y la zona fue declarada reserva marina.
En 1976 el Faro de Cabo Polonio es declarado Monumento Histórico Nacional.
A su vez en 2006, el Faro de Cabo Polonio es mencionado en el álbum  12 Segundos de oscuridad del músico uruguayo Jorge Drexler, en el cual en la canción 12 Segundos de oscuridad, en el primer minuto de dicha canción se emiten 5 destellos (a razón de 1 destello cada 12 segundos).
El faro puede ser visitado de martes a domingos, en el horario de 10:00 a 13:00 y de 15:00 a la puesta del sol (se puede encontrar cerrado por causa de mal tiempo o trabajos de mantenimiento). El primer farero de Cabo Polonio fue Pedro Grupillo. Desde sus alturas se puede divisar el pueblo de Cabo Polonio, las dunas y las Islas de Torres, un pequeño archipiélago conformado por la Isla Rasa, Isla Encantada y el Islote, reserva marina.